# Vintilă Brătianu

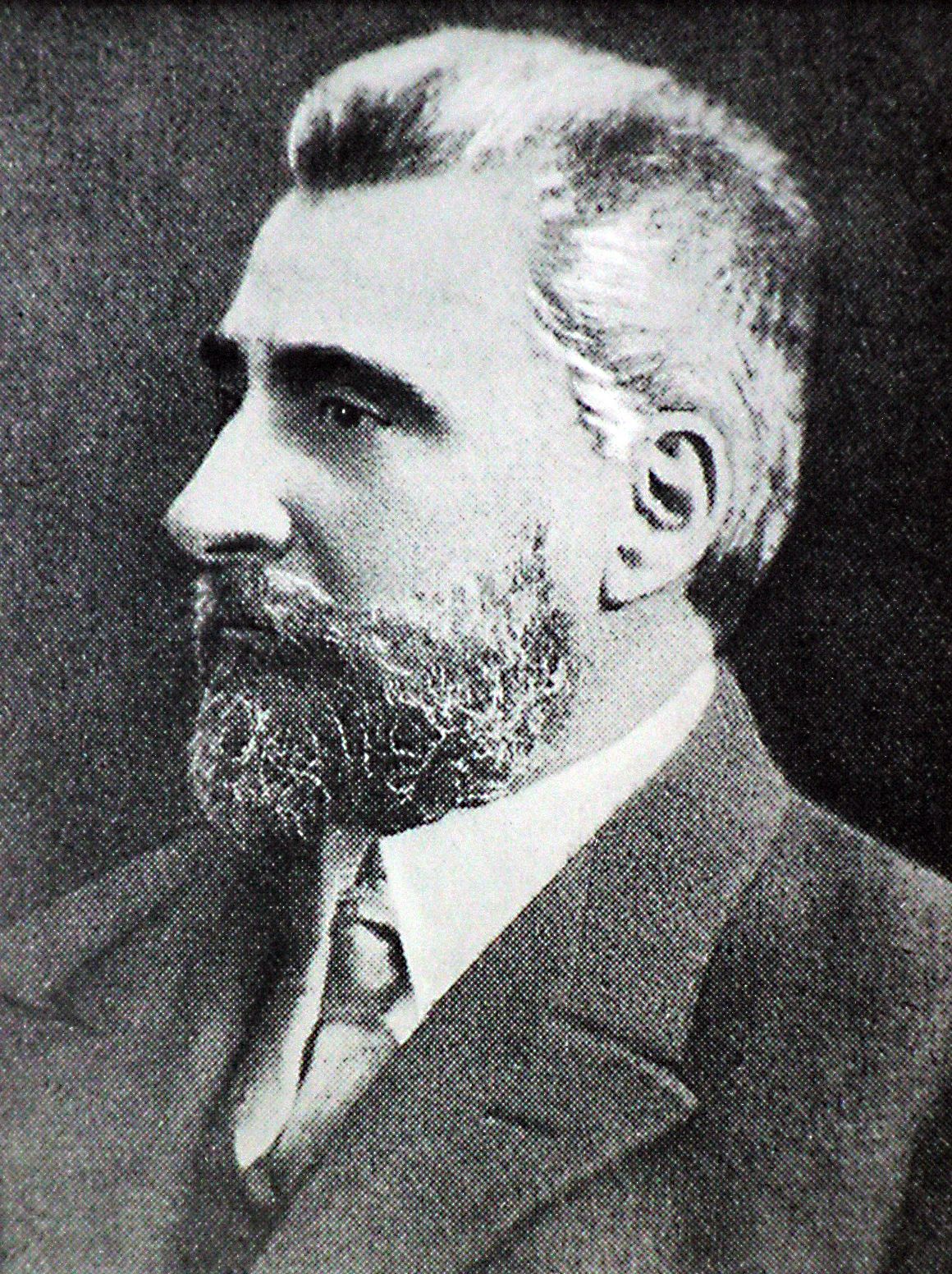
Vintilă Brătianu

Vintilă Brătianu (Boekarest, 16 september 1867 – Râmnicu Vâlcea, 22 december 1930) was premier van Roemenië tussen 24 november 1927 en 11 november 1928. Hij was lid van de Nationaal-Liberale Partij.
Verder was hij de minister van Financiën in de perioden 1922-'26 en 1927-'28. Vintilă Brătianu was de broer van Ion Ion Constantin Brătianu, die hij opvolgde als premier, en de zoon van Ion Constantin Brătianu.